# Syriëganger

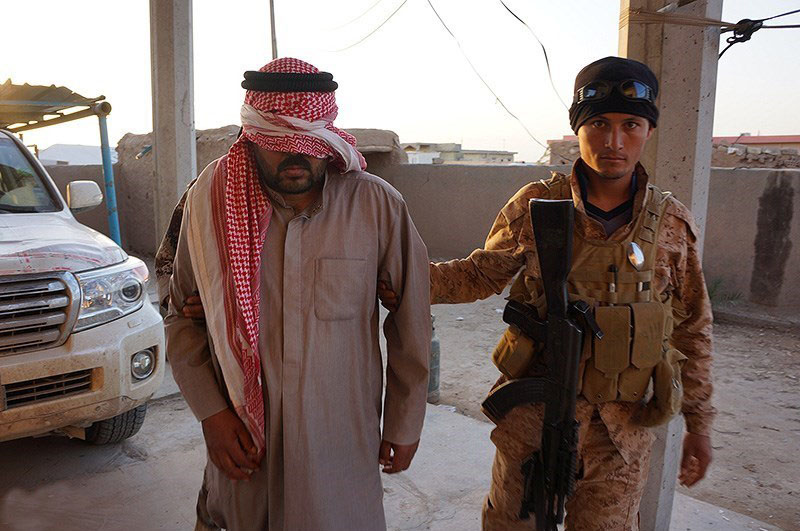
In Irak gevangen genomen IS-strijder

Syriëganger (ook wel Syriëstrijder) is een term ter aanduiding van een buitenlandse strijder, vaak een jihadist, in de Syrische Burgeroorlog, in het bijzonder uit het Westen. De term heeft voornamelijk betrekking op personen die naar Syrië zijn gegaan om zich daar bij een terroristische groep te vervoegen en te strijden aan de zijde van de soennitische rebellen van het Vrij Syrisch Leger of extremistische organisaties als Jabhat al-Nusra en ISIS. Syriëgangers komen voornamelijk uit landen die ver van het oorlogsgebied vandaan liggen zoals West-Europa, de Balkan, Kaukasus en Noord-Afrika. Een zeer klein deel van de Syriëgangers zou niet actief zijn in gevechtshandelingen, maar is naar het gebied gekomen om in een andere vorm hulp te verlenen.
Soms worden de Syriëgangers 'jihadgangers' genoemd. De aantallen Syriëgangers zijn echter een veelvoud van de aantallen jihadgangers die in de voorgaande decennia naar Afghanistan, Tsjetsjenië, Irak, Jemen of andere brandhaarden zijn gegaan.

## Herkomst
Grote aantallen Syriëgangers kwamen na de 'Arabische Lente' uit Libië en andere Noord-Afrikaanse landen. Tunesiërs vormen met zo'n 3000 strijders de grootste groep, gevolgd door zo'n 2000 Marokkanen (onder wie 800 Marokkanen uit Europa). Uit Europa komen de grootste aantallen uit Frankrijk (1300+), Verenigd Koninkrijk (600+), Duitsland (400+), België (300+), Kosovo (± 200), Oostenrijk (190+), Nederland (± 280), Zweden (150+), Denemarken (110+), Spanje (75+) en Noorwegen (50+). Het totale aantal Syriëgangers uit Europa wordt geschat op zo'n vijf- tot meer dan zesduizend. Onder de Europese Syriëgangers zijn mensen van verschillende achtergronden, maar mensen met een Noord-Afrikaanse afkomst vormen onder hen de meerderheid. Volgens schattingen zouden Marokkaans-Nederlandse jongens van de 2e generatie zo'n 70% tot meer dan 80% uitmaken van de uit Nederland afgereisde jihadisten. Daarnaast vormen mensen die zich tot de islam hebben bekeerd en asielzoekers een buitenproportioneel deel van de Syriëgangers. Van de uit Nederland afgereisde Syriëgangers is zo'n 25% tot 30% vrouw. Ook in Duitsland (waar 70% van de moslims van Turkse afkomst is) betreft het voornamelijk mensen die zich tot de islam hebben bekeerd en mensen met een Arabische achtergrond.
Sinds het begin van de Syrische Burgeroorlog zijn volgens de Nationaal Coördinator Terrorismebestrijding en Veiligheid in een periode van twee jaar 169 personen uit Nederland vertrokken om in Irak en Syrië als jihadist te vechten. Van hen zouden er begin 2015 een twintigtal zijn omgekomen en een dertigtal zou zijn teruggekeerd. Echter diverse deskundigen vermoeden dat het werkelijke cijfer om 300-350 tot maximaal 500 personen gaat. Dit omdat de familie van de jihadisten het vertrek vaak steunt en voor de overheid verzwijgt. De dader van de schietpartij in het Joods Museum van Brussel op 24 mei 2014 zou in 2013 in Syrië hebben gevochten.
Er zijn ook sjiitische, orthodox-christelijke en andere Syriëgangers. In de eerste fase van de oorlog betrof dit met name mensen uit Libanon en Iran, maar ook uit Irak, Afghanistan, Turkije, de Verenigde Staten en de EU zijn jonge mannen vertrokken om te strijden aan de zijde van Assad of de Koerden. Uit West-Europa en Noord-Amerika zijn enkele tientallen mannen vertrokken, met name om de opmars van terreurorganisatie ISIS een halt toe te roepen.
Volgens de Turkse inlichtingendienst zouden in totaal ruim 8000 Europese jongeren plannen hebben om naar Syrië af te reizen. Deze personen zijn in Turkije ongewenst verklaard en kunnen het land niet meer betreden. Volgens Turkije zouden meer dan 2000 Europeanen via hun grondgebied naar Syrië zijn afgereisd, omdat Turkije niet tijdig geïnformeerd werd door de Europese inlichtingendiensten over het gevaar van deze personen. Sinds het begin van de oorlog is aan meer dan 1200 personen toegang tot Turkije geweigerd. Naast buitenlandse terroristen zou de Turkse overheid ook onwelgevallige journalisten onder de noemer van het 'weren van jihadisten' buiten het land houden.
De regeringen van Tunesië, Libië, Egypte, Libanon en Syrië beschuldigen Turkije ervan terroristische bewegingen in het Midden-Oosten te steunen met wapens en trainingen, met name in het oosten van Libië en in het noorden van Syrië. Als gevolg zijn alle Turkse bedrijven in Libië verboden en mag Turkish Airlines er niet meer landen.